# Армянская баня
Армянская баня (арм. Հայկական բաղնիք) или просто бахни́к — ванная комната — общее название бань, распространённых в Древней и Средневековой Армении, а также в новое время.

## История

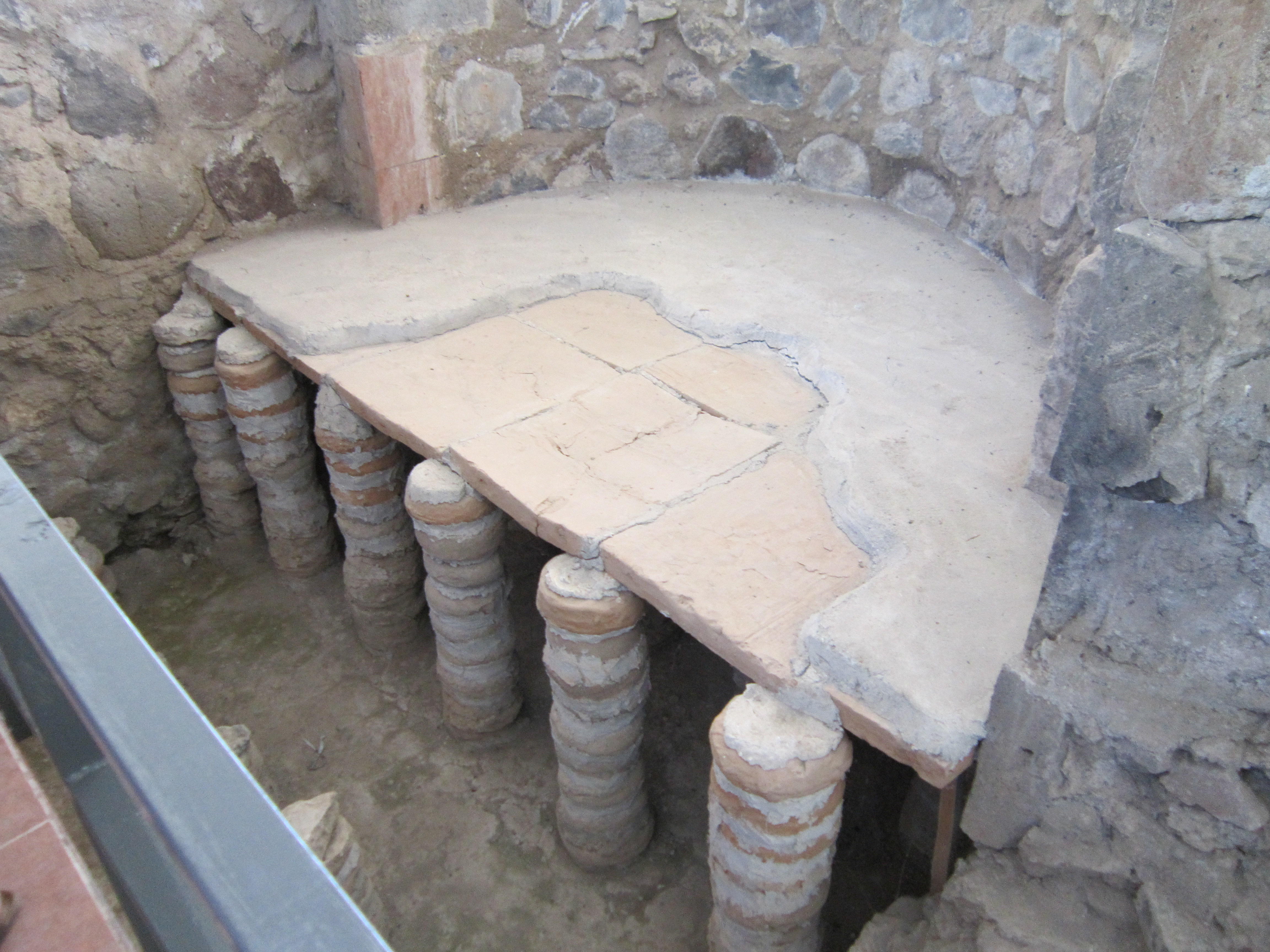
Отопительная система − гипокауст − в бане при храме Михра в Гарни

В армянской действительности бани занимали заметное место с давних времён. Кроме бань в дворцовых и храмовых комплексах, в разные времена на высоком техническом уровне большие общественные бани строились также и в городах. Мовсес Хоренаци упоминает о том, что царица Шамирам строит в Ване великолепные, достойные удивления бани. При постройке города Карин была проведена вода из разных мест скрытыми путями, а над горячими источниками были возведены навесы из тёсаного камня.
Армения не могла избежать влияния соседних стран с их различными развлечениями восточных бань, с одной стороны, и многофункциональных, преимущественно римских терм с обогреваемыми стенами и полами, мозаичными бассейнами и даже прохладными садами, павильонами и многообразным обслуживанием, с другой. Древние и средневековые бани существовали в Гарни, Ване, Двине, Ани, Амберде, Арташате. В Ани, кроме дворцовой бани, в ходе археологических работ обнаружены ещё пять бань за пределами городских стен. Баня дворца Багратуни имела женское и мужское отделения. В Лорийской крепости были три бани.
С середины XIX века бани получили широкое распространение в городах. Появились не только женские и мужские общественные бани, но и бани с раздельными номерами, которые размещались на втором этаже здания. В конце XIX-начале XX века в Ереване действовали следующие бани: Егиазарова, «Фантазия», одноэтажная русская «Молоканская», двухэтажная «Европейская». а также в квартале Конда. В 1850-х годах в Александраполе действовали три известные бани: Тиграновых, Векиловых и греческая («Урмноци»). Позже к ним прибавились бани Акоповых, Дзитохнонц и другие, которые были известны не только искусным решением водоснабжения, но и традиционными способами обогрева и освещения. Своей планировкой и особенностями они напоминали бани X-XIII веков.

## Устройство и виды бань

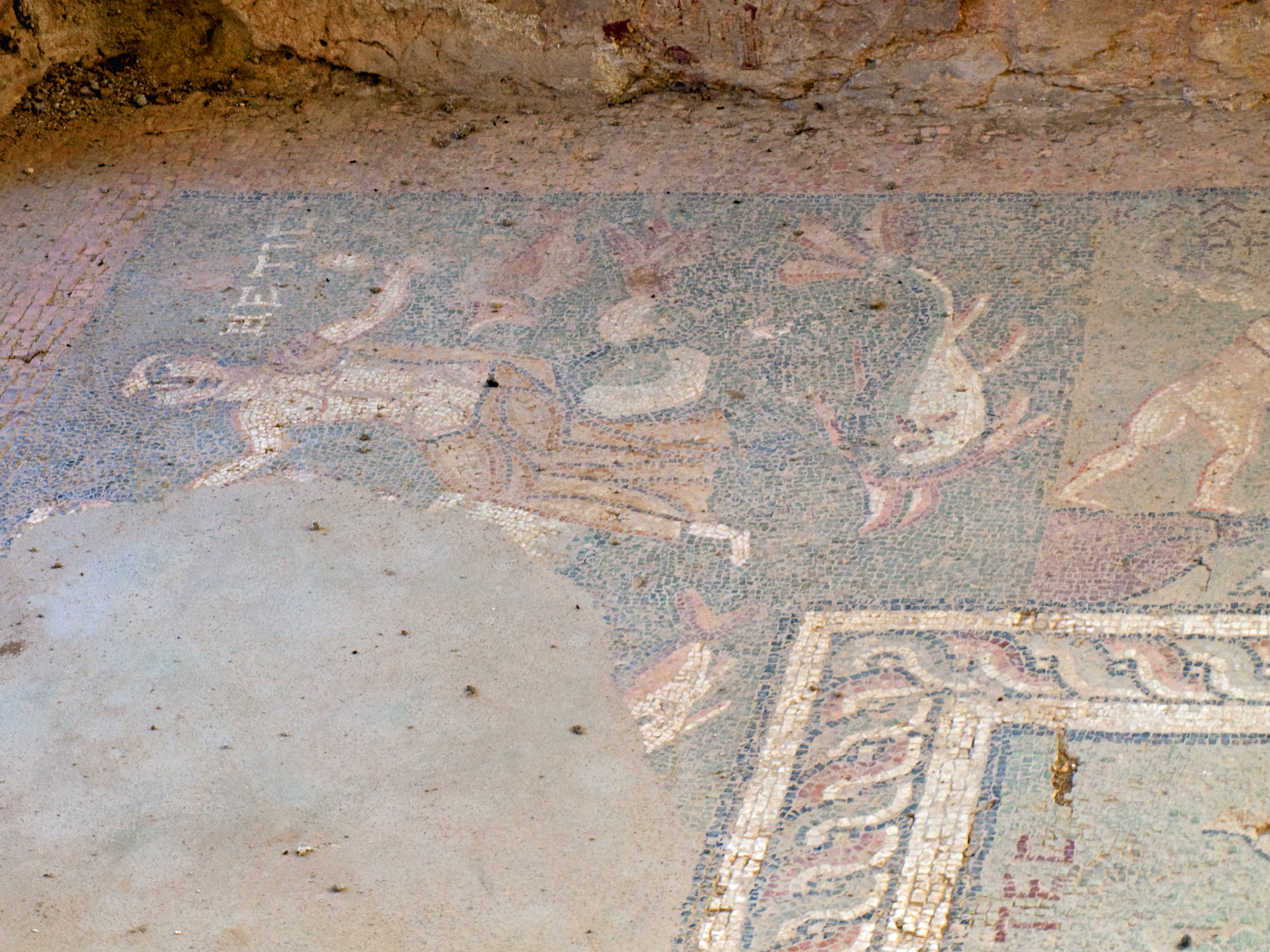
Мозаика на полу бани при храме Михра в Гарни

Бани были двух видов - семейные, которые строились при дворцах и имели ограниченный круг посетителей, и общественные. Бани строили и в иджеванатунах. Они имели довольно высокие, опирающиеся на сваи полы, вмонтированные в стены колонны и глиняные трубы для подачи воды и пара, что характеризует их высокий технический уровень. Тепло огня, подогревающего воду, подгонялось под пол, а горячая вода и пар - в трубы, которыми обеспечивался обогрев, о чём свидетельствует устройство бань почти во всех упомянутых поселениях. Подобная техника с определёнными видоизменениями применялась и в последующем.
Заслуживают внимания свидетельства о баня Багеша, Вана и Амида. В записях XVII века французского путешественника Жана Шардена встречаются сведения о ереванских банях. В XVIII—XIX веках в Ереване широкое распространение имели бани с одним (в кварталах Конд, Тапабаш) и двумя отделениями - для женщин и мужчин. В первом типе бань женщины мылись в специально установленные дни недели. В каждом отделении бань второго типа были 2-3 больших зала и небольшин строения, а раздевалка с центральным фонтаном находилась вдалеке от купальни с овальным куполом.
Армянские бани в целом имели следующее внутренне убранство: малый предбанник, просторная раздевалка с широкими деревянными нарами вдоль стен, на которых также и отдыхали. Один конец тахты был отделён прутьями или планками и покрыт матрацем с подушками. Впереди за столиком со стаканом, лампой и кассой сидели банщик или его жена, которые взимали плату за купание: 15-20 коп. со взрослых, 8-10 коп. с детей, причём вход детям до 5 лет был бесплатный.

## Посещение бань
В XIX-начале XX века посещение бани было явлением преимущественно городского быта. В селениях мылись зимой в доме «горячий дом», купальня. Иосиф Орбели о восточных банях писал:
Баня на Кавказе, как и на всё Востоке, предмет особой заботы и градоправителя, и цеховых организаций, и отдельного богача... Потому что баня служит не только для омовения, но и для укрепления сил, поднятия упавшего настроения, для отдыха, для встречи и дружеской беседы с приятелями, для встречи и разговора о купле и продаже, о торговой сделке и для показа мастерства в шахматах и нардах.
В Константинополе, Тифлисе, Карине, Ереване и других городах посещение бани превращалось у армян в настоящий церемониал, который наиболее своеобразным был в Александрополе. Баня являлась также место встреч, бесед, проведения досуга, отдыха, общения, обмена информацией, в особенности для женщин. Здесь они, временно оторвавшись от повседневных забот, вовлекались в события города, общины, передавая друг другу новости и т.л. Баня была также местом смотрин и выбора невесты. 
К посещению бани готовились заранее: припасалась отборная пища, выпечка, фрукты. В Ереване в баню брали приготовленный дома специальный напиток термон - кипячёный сок из вина, патоки, корицы и кожуры апельсина или лимона. 
Женщины и мужчины отправлялись в баню группами с родственниками, соседями и т.д. Женщины из состоятельных семей ехали в фаэтоне, а слуга-мальчик заблаговременно доставлял в баню банные принадлежности. При посещении бани, как и церкви, женщины прикрывались белыми платками. В конце XIX-начале XX века женщины в Александраполе использовали банную рубашку из пушистой ткани с длинными рукавами и клобуком, на ноги надевали налик - деревянные сандалии на высокой платформе, изготовленные из ореховго дерева, нередко инкрустированные перламутром.
Мыться полностью оголенным противоречило существовавшему этикету, и только дети до 7 лет купались голыми. Девушки и молодые невесты надевали широкую декольтированную рубашку без рукавов, женщины - длинные полосатые хлопчатобумажные или шелковые фартуки (2х1,20 м) с бахромой по краям. 
Посещения бани начиналось с 9-10 часов утра с перспективой долгого - на весь день - пребывания. Сам процесс мытья имел установленный порядок: прежде всего купали детей, у взрослых церемония мытья головы, затем тела была долгой и тщательной. Для укрепления волос голову поливали смесью воды с особой глиной, долго расчёсывали волосы, ополаскивали и обвязывали голову специальным платком. 
По выходе из купальни женщины надевали нижнее бельё с вышивкой и кружевами, специально демонстрируя всем, что «они - дочери, жёны достойного семейства, умеют хорошо одеваться». Затем долго сушили волосы, при этом со спины, под волосами, завязывали вышитый наплечник, который застёгивался к шеи, оберегая одежду от влажности. Подобные наплечники в быту других народов не известны. Находясь в бане с утра до вечера, все после мытья усаживались на тахтах и совместно наслаждались принесёнными из дома съестными припасами. Освежившиеся от кушанья, периодически отдыхая, они, словно, готовились к переходу к новому состоянию.
Баня и её ритуалы были связаны с переходными - обрядами - инициация, являясь своеобразной границей между буднями и праздникам. Они предоставляли загруженной повседневными хлопотами, замкнутой в общественном быту армянской женщине относительную свободу, возможность стряхнуть усталость и вновь перейти к повседневному домашнему хозяйству.
Как женщины, так и мужчины предпочитали традиционно посещать баню с друзьями, родственниками, соседями своего же пола. Примечательно, что подобное предпочтение сохранялось в быту достаточно длительное время. Своеобразной модификацией этого обычая можно считать современные сауны.